# 카를로스 반토
카를로스 반토 수아레스(스페인어: Carlos Banteux Suárez, 1986년 10월 13일~)는 쿠바의 전직 권투 선수이다. 2008년 하계 올림픽 남자 밴텀급에서 은메달을 획득했다.